# Dżarczelu
Dżarczelu – wieś w Iranie, w ostanie Azerbejdżan Zachodni, w szahrestanie Mijandoab. W 2006 roku liczyła 835 mieszkańców.